# Werner Schulz

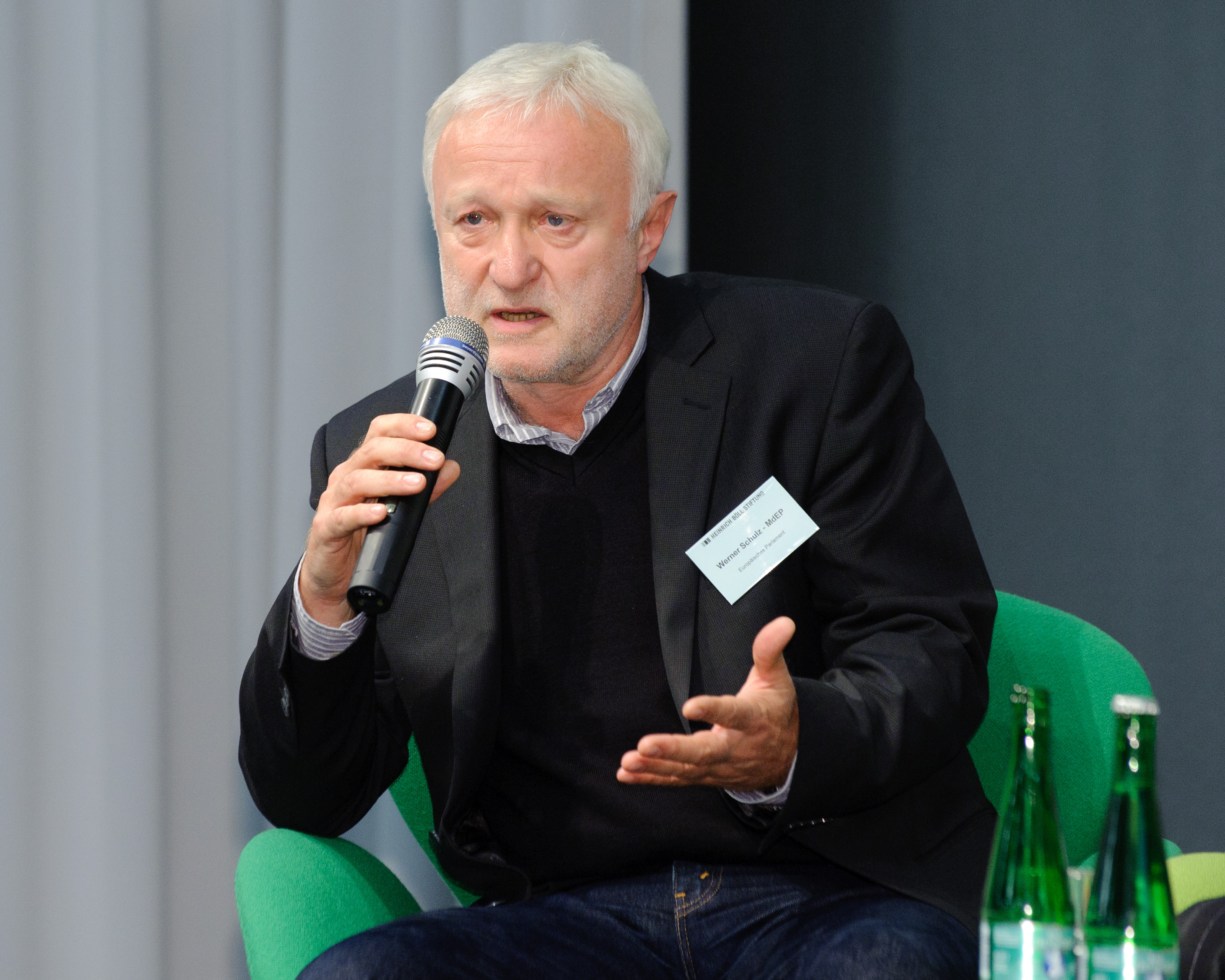
Werner Schulz (2010)

Werner Gustav Schulz (* 22. Januar 1950 in Zwickau; † 9. November 2022 in Berlin) war ein deutscher Politiker (Bündnis 90/Die Grünen). Er war 1990 Mitglied der letzten und einzigen frei gewählten Volkskammer der DDR, anschließend bis 2005 Mitglied des Deutschen Bundestages und von 2009 bis 2014 Mitglied des Europäischen Parlaments. Schulz galt als der einzige profilierte Bürgerrechtler aus der DDR, der sich in seiner Partei dauerhaft durchsetzen konnte.

## Leben und Wirken

### Ausbildung und Beruf als Wissenschaftler
Werner Schulz wuchs in Zwickau als Sohn eines selbständigen Fuhrunternehmers und ehemaligen Berufsoffiziers aus einer sozialdemokratisch geprägten Familie auf. Er absolvierte dort von 1964 bis 1968 die Erweiterte Oberschule „Käthe Kollwitz“ und erlernte gleichzeitig im Rahmen des Abiturs mit Berufsausbildung den Beruf des Lokomotivschlossers. Zu den Jungen Pionieren zu gehen, verbot ihm sein Vater. Nach dem Abitur 1968 absolvierte Schulz ein Studium der Lebensmitteltechnologie an der Humboldt-Universität zu Berlin, das er 1972 als Diplomingenieur beendete. Ab 1974 war er als wissenschaftlicher Assistent an der Humboldt-Universität tätig.

### Der Weg in die DDR-Opposition
Schulz wurde wesentlich durch den Prager Frühling politisiert. Eine prägende, Selbstvorwürfe hervorrufende Erfahrung war, dass er auf äußeren Druck gegen seine Überzeugung eine Erklärung unterschrieb, mit der die Unterzeichnenden den Einmarsch von Truppen des Warschauer Paktes begrüßten.
Seit den 1970er Jahren war Schulz in der kirchlichen Friedens-, Ökologie- und Menschenrechtsbewegung aktiv. Von 1976 bis 1978 leistete er seinen Wehrersatzdienst als Bausoldat ab. 1976 engagierte er sich für den ausgebürgerten Wolf Biermann. Wegen seines öffentlichen Protests gegen den Einmarsch sowjetischer Truppen in Afghanistan wurde ihm 1980 kurz vor Abgabe seiner Dissertation seine Stelle an der Universität gekündigt. Seit 1982 gehörte er zu den Teilnehmern des Pankower Friedenskreises, des ersten unabhängigen Friedenskreises unter dem Dach der Kirche.
Einige Zeit nach seiner Entlassung von der Universität wurde er wissenschaftlicher Mitarbeiter am Institut für Sekundärrohstoffwirtschaft (Recyclingtechnologie). Von 1988 bis 1990 war er Leiter des Bereiches Umwelthygiene in der Kreishygieneinspektion Berlin-Lichtenberg.
Im Mai 1989 kritisierte er offen die gefälschten Kommunalwahlen in der DDR.

### Die politischen Umbrüche 1989/1990
Schulz engagierte sich ab Herbst 1989 im Neuen Forum. Zunächst nur als Kontaktperson des Neuen Forums von Berlin nach Sachsen entsandt, erlebte er am 9. Oktober 1989 die große Montagsdemonstration in Leipzig mit und verlegte sein politisches Engagement für die nächsten Jahre nach Sachsen. Er vertrat das Neue Forum sechsmal am Zentralen Runden Tisch der DDR.
Von März bis Oktober 1990 war er Mitglied der ersten frei gewählten Volkskammer der DDR und einer von drei Sprechern der Fraktion Bündnis 90/Grüne. Eigentlich war Martin Böttger gewählt worden, dieser verzichtete jedoch auf sein Mandat zugunsten von Werner Schulz. Ab dem 3. Oktober 1990 war er von der Volkskammer entsandtes Mitglied des Deutschen Bundestages und arbeitete im Finanzausschuss.
Die Ausgestaltung der Wiedervereinigung kritisierte Schulz. Er beteiligte sich am Runden Tisch an der Ausarbeitung eines Verfassungsentwurfes und hoffte auf eine Vereinigung der beiden deutschen Staaten nach Artikel 146 des Grundgesetzes. Der Beitritt nach Artikel 23 zur Bundesrepublik mit der Folge, dass es keinen gemeinsamen Neuanfang gab, war eine Enttäuschung für ihn. Schulz sprach sich wegen der besonderen historischen Bedeutung des Datums für den 9. November statt des 3. Oktober als Nationalfeiertag aus.

### Sprecher der Bundestagsgruppe Bündnis 90/Grüne (1990–1994)
1990 zog die Listenverbindung „Bündnis 90/Grüne – BürgerInnenbewegung“ mit 6,0 Prozent der Stimmen im ostdeutschen Wahlgebiet in den Bundestag ein. Da die westdeutschen Grünen an der Fünf-Prozent-Hürde scheiterten, erreichten die acht ostdeutschen bündnisgrünen Abgeordneten nicht die Fraktionsstärke, sondern bildeten die Bundestagsgruppe Bündnis 90/Grüne. Werner Schulz wurde ihr Sprecher und zugleich Parlamentarischer Geschäftsführer.
Am 21. September 1991 gründete er mit Mitgliedern von Demokratie Jetzt, Initiative Frieden und Menschenrechte sowie Teilen des Neuen Forums das Bündnis 90 als politische Partei. Schulz gehörte damit zu denjenigen Mitgliedern des Neuen Forums, die zum Bündnis wechselten. Von 1991 bis 1993 war Schulz einer von neun gleichberechtigten Sprechern der Partei „Bündnis 90“ und leitete die Verhandlungsdelegation zum Zusammenschluss mit der Partei „Die Grünen“. Am 14. Mai 1993 erfolgte dieser zur Partei „Bündnis 90/Die Grünen“. Die westdeutschen Grünen hatten bereits Ende 1990 mit der Grünen Partei in der DDR fusioniert. Die Voranstellung im heutigen Parteinamen hatte Schulz durchgesetzt.
Auf einem Sonderparteitag der vereinigten Partei zum Bosnienkrieg am 9. Oktober 1993 gehörte Schulz zu den wenigen Befürwortern einer Militärintervention. Diese Position wurde von nur 46 Delegierten unterstützt, setzte sich aber später anlässlich des Kosovokrieges in der Partei durch.
Schulz kritisierte mit der „parlamentarischen Gesäßgeographie“ den starren Links-rechts-Schematismus westdeutscher Prägung und plädierte dafür, dass sich die Bündnisgrünen in Sachsen eine schwarz-grüne Koalition nach der Landtagswahl 1994 bewusst offen halten sollten. Er wiederholte die Forderung nach einer Öffnung seiner Partei für Koalitionen mit der Union in den folgenden Jahren mehrmals. Zugleich sprach er sich stets deutlich gegen eine Regierungszusammenarbeit mit der SED-Nachfolgepartei PDS aus.

### Parlamentarischer Geschäftsführer der Bundestagsfraktion (1994–1998)
Die Position des parlamentarischen Geschäftsführers der Bundestagsfraktion behielt er auch nach dem Wiedereinzug der Grünen in Fraktionsstärke in den Deutschen Bundestag von 1994 bis 1998. Den Fraktionsvorsitz übernahm dagegen Joschka Fischer.
Im April 1998 kandidierte er bei der Oberbürgermeisterwahl in Leipzig. Mit 8,2 Prozent der Stimmen kam er im ersten Wahlgang auf den vierten Platz. Im zweiten Wahlgang trat Schulz nicht mehr an und Wolfgang Tiefensee (SPD) wurde erstmals ins Amt gewählt.

### Abgeordneter während der rot-grünen Regierungsjahre (1998–2005)

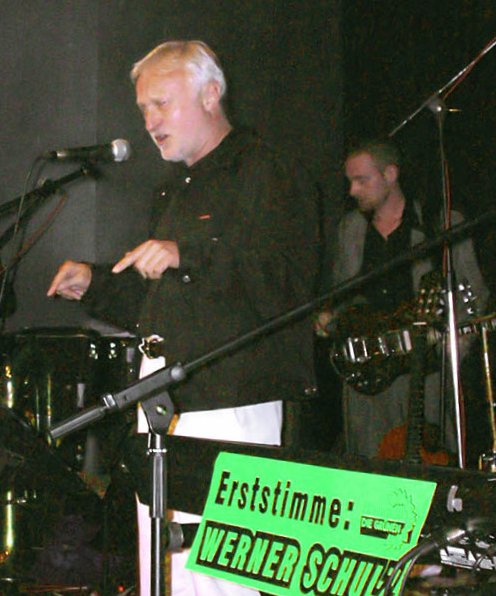
Werner Schulz bei einer Wahlveranstaltung (2005)

Werner Schulz lag während der rot-grünen Regierungsjahre nach eigener Aussage über Kreuz mit dem grünen Außenminister Joschka Fischer, weil er darauf bestanden habe, dass die politische Willensbildung von der Bundestagsfraktion auszugehen habe. Fischer habe aber statt eines Fraktionssprechers einen Regierungssprecher gesucht. Zudem hatte Fischer 1998 die Wahl von Werner Schulz zum Fraktionsvorsitzenden vereitelt und stattdessen Rezzo Schlauch durchgesetzt. Fischer schätzte seinen Freund Schlauch als loyaleren Stabilitätsfaktor für die Koalition ein, während er Schulz in dieser Hinsicht misstraute. 2002 brachte Fischer Schulz als Nachfolger für Antje Vollmer als Bundestagsvizepräsident ins Gespräch. Als Beweggründe schätzten Beobachter ein, dass Fischer einen erneuten Anlauf von Schulz auf den Fraktionsvorsitz vereiteln wollte. Dieser verzichtete aus Respekt vor Antje Vollmer auf eine Kandidatur für die Position des Bundestagsvizepräsidenten und unterlag Katrin Göring-Eckardt bei der Wahl zum Fraktionsvorsitzenden. Wie Schulz sprach auch Joschka Fischer rückblickend von einem tiefen persönlichen Zerwürfnis zwischen den beiden. Zudem räumt er ein, Schulz habe aufgrund seiner Begabung, seiner Kompetenz, seiner Verdienste sowie als Vertreter Ostdeutschlands durchaus berechtigte Ansprüche auf den Fraktionsvorsitz oder auf ein Ministeramt gehabt.
Nachdem Schulz bis 1998 stets über die Landesliste Sachsen in den Deutschen Bundestag eingezogen war, kandidierte er 2002 in Berlin. Mit seiner Bewerbungsrede auf einer Landesmitgliederversammlung konnte er die Parteimitglieder mitreißen und sich überraschend gegen die Mitbewerber Christian Ströbele und Andrea Fischer für den sicheren zweiten Listenplatz hinter Renate Künast durchsetzen. Außerdem war er Direktkandidat im Wahlkreis Berlin-Pankow. Hier rief er dazu auf, den Sozialdemokraten Wolfgang Thierse zu wählen und so zu verhindern, dass das Direktmandat wie 1994 und 1998 an die PDS gehen würde.
Von Oktober 1998 bis 2005, also während der gesamten Zeit der rot-grünen Koalition unter Gerhard Schröder, war Werner Schulz wirtschaftspolitischer Sprecher der Bundestagsfraktion Bündnis 90/Die Grünen. Er war der einzige Abgeordnete der rot-grünen Koalition, der dem dritten und vierten Hartz-Gesetz nicht zustimmen mochte und sich enthielt. Zudem war er Sprecher für die Angelegenheiten der Neuen Länder in der Bundestagsfraktion.
Am 1. Juli 2005 kritisierte er die am selben Tag von Bundeskanzler Gerhard Schröder gestellte Vertrauensfrage in einer Rede vor dem Bundestag in scharfer Form. Hierbei verglich er das Vorgehen des SPD-Fraktionsvorsitzenden Müntefering mit dem in der SED-dominierten DDR-Volkskammer, wo auch die Partei- und Staatsführung die Abgeordneten „eingeladen“ habe, sich dem Willen der Partei anzuschließen. Die Rede führte zu empörten Reaktionen von Mitgliedern der Regierungsfraktionen. Andererseits wurde die Rede wegen ihrer rhetorischen Schärfe und Entschiedenheit vielfach gewürdigt. So zeichnete sie das Seminar für Allgemeine Rhetorik der Universität Tübingen als Rede des Jahres 2005 aus.
Nach der Auflösung des Bundestages durch den Bundespräsidenten Horst Köhler am 21. Juli 2005 reichte Schulz zusammen mit der damaligen SPD-Abgeordneten Jelena Hoffmann am 1. August 2005 eine Klage gegen diese Entscheidung beim Bundesverfassungsgericht ein. Er wollte erreichen, dass der Kanzler das Parlament nicht aus bloßem Verdacht der Untreue seiner Koalitionspartner auflösen könne. Dieses Instrument in den Händen eines Kanzlers führe dazu, dass der Abgeordnete nicht mehr frei und nur seinem eigenen Gewissen unterworfen sei, wie das Grundgesetz dies vorschreibt. Die Klage wurde am 25. August 2005 als unbegründet abgewiesen.
Bei der Kandidatur um einen Listenplatz für die vorgezogene Bundestagswahl 2005 scheiterte Schulz deutlich an Wolfgang Wieland mit 169 zu 516 Stimmen. Auch mit einer Kandidatur für den vierten Listenplatz unterlag er Özcan Mutlu mit 225 gegen 348 Stimmen im zweiten Wahlgang. Wegen der großen Zustimmung in der Bevölkerung zu seiner Kritik an der Auflösung des Bundestages trat Schulz am 18. September 2005 zur Wahl im Wahlkreis Berlin-Pankow als Direktkandidat an. Mit dem Bundestagspräsidenten Wolfgang Thierse (SPD) und Günter Nooke (CDU) konkurrierte er mit alten Bekannten aus dem Neuen Forum zur Zeit der friedlichen Revolution. Alle drei waren Abgeordnete der ersten frei gewählten Volkskammer. Mit Thierse war Schulz befreundet, Nooke war noch bis 1993 ein wichtiger Mitstreiter im Bündnis 90, ehe er zur CDU wechselte. Für die PDS kandidierte der 32-jährige Landesvorsitzende Stefan Liebich. Schulz erhielt 12,8 Prozent und scheiterte damit ebenso wie Nooke. Thierse, der als einziger der Kandidaten einen sicheren Listenplatz hatte, gewann den Wahlkreis mit 41,1 Prozent der Erststimmen vor Stefan Liebich mit 24,3 Prozent.

### Mandatslose Zeit 2005 bis 2009
Nachdem er aus dem Bundestag ausgeschieden war, zog sich Werner Schulz zunächst aus der Politik zurück. In der Uckermark sanierte er ein altes Fachwerkhaus. In einer Bürgerinitiative gegen eine industrielle Mastanlage oder im Kampf gegen Rechtsextremismus betrieb er Basisarbeit vor Ort. Außerdem schrieb er Aufsätze und hielt Vorträge.

### Mitglied des Europäischen Parlaments (2009–2014)
Am 24. Januar 2009 wurde Schulz überraschend von der Bundesdelegiertenkonferenz von Bündnis 90/Die Grünen auf den sicheren achten Listenplatz zur Europawahl 2009 gewählt. Erneut war es ihm gelungen, als Außenseiter – spätestens seit seiner Kritik am Vorgehen der rot-grünen Regierung 2005 galt er in seiner Partei als isoliert – durch eine fulminante Rede die Delegierten mitzureißen. Bereits im ersten Wahlgang erhielt Schulz mit 43 Prozent deutlich die meisten Stimmen unter den acht Kandidaten (darunter der langjährige Europa-Abgeordnete Friedrich-Wilhelm Graefe zu Baringdorf), im zweiten Wahlgang setzte er sich mit 68 Prozent gegen den früheren Sprecher der Grünen Jugend Jan Philipp Albrecht durch.
Seit der Europawahl gehörte er als Abgeordneter im Europäischen Parlament der Fraktion Grüne/EFA an und war Mitglied im Ausschuss für Auswärtige Angelegenheiten (AFET) sowie stellvertretendes Mitglied im Wirtschafts- und Währungsausschuss (ECON). Zudem war er stellvertretender Vorsitzender der Russland-Delegation des Europäischen Parlaments.
Im Juni 2012 demonstrierte er zusammen mit der Europa-Abgeordneten Rebecca Harms und anderen in einem ukrainischen Fußballstadion beim EM-Spiel Deutschland – Niederlande für die Freilassung von Julija Tymoschenko und anderen in der Ukraine inhaftierten politischen Gefangenen.
Zur Europawahl 2014 kandidierte er nicht mehr.

### Weitere Ämter
Schulz war von 2003 bis 2008 stellvertretender Vorsitzender im Stiftungsrat der Bundesstiftung zur Aufarbeitung der SED-Diktatur.
Von 2003 bis 2009 war er Mitglied im Präsidium des Deutschen Evangelischen Kirchentages.
Schulz war Mitglied des Kuratoriums der Stiftung Friedliche Revolution in Leipzig.

### Tod
Am 9. November 2022 brach Schulz während der Veranstaltung „Wie erinnern wir den 9. November? Ein Tag zwischen Pogrom und demokratischen Aufbrüchen“ im Schloss Bellevue in Berlin zusammen. Er starb, nachdem zunächst Josef Schuster, Präsident des Zentralrats der Juden in Deutschland und Arzt, und in Folge ein hinzugerufener Notarzt versucht hatten, ihn zu reanimieren. Bundespräsident Frank-Walter Steinmeier rief die Anwesenden zu einer Schweigeminute auf. Die Gedenkveranstaltung wurde abgebrochen. Schulz wurde 72 Jahre alt.

## Ehrungen
- 2009: Verdienstkreuz am Bande der Bundesrepublik Deutschland
- 2010: Einheitspreis der Bundeszentrale für politische Bildung, Ehrenpreis der Jury
- 2015: Verdienstkreuz 1. Klasse der Bundesrepublik Deutschland[37]
- 2022: Deutscher Nationalpreis[38]

## Gedenken
Im Juni 2024 wurde der Verein Werner-Schulz-Initiative gegründet. Er vergibt den Werner-Schulz-Preis; der erstmalig 2025 vergebene und mit 7500 Euro dotierte Preis ging an die für eine demokratische Entwicklung in Belarus tätige Aktivistin und Menschenrechtlerin Ina Rumiantseva.

## Publikationen
- Ach Du Grüne 90. In: Werner Schulz, Heinrich-Böll-Stiftung (Hrsg.): Der Bündnis-Fall. Politische Perspektiven 10 Jahre nach Gründung des Bündnis 90. 1. Auflage. Edition Temmen, Bremen 2001, ISBN 3-86108-796-0, S. 135–143.
- „Was lange gärt wird Wut“. Der Vorlauf der DDR-Opposition zur friedlichen Revolution. In: Eckart Conze, Katharina Gajdukowa, Sigrid Koch-Baumgarten (Hrsg.): Die demokratische Revolution 1989 in der DDR. Böhlau Verlag, Köln / Weimar / Wien 2009, ISBN 978-3-412-20462-4, S. 103–120, doi:10.7788/boehlau.9783412334949.103 (eingeschränkte Vorschau).